# Adolf Absolon
Adolf Absolon (* 14. července 1937 Praha) je český ilustrátor, výtvarník a geolog.

## Život
Narodil se 14. července 1937 v Praze. V letech 1952 až 1956 studoval střední průmyslovou školu geologickou. Po středoškolských studií odešel studovat na Přírodovědeckou fakultu Univerzity Karlovy. Školu úspěšně absolvoval v roce 1962.
Až do roku 1988 pracoval jako geolog a ilustrátor geologických naučných knih. V následujícím roce se začal živit jako výtvarník. Převážně maloval poštovní známky a olejomalby krajin. V roce 2020 se stal členem Sdružení českých umělců grafiků Hollar.